# Cerkev sv. Lenarta, Krtina
Cerkev sv. Lenarta stoji v Krtini v Občini Domžale in je podružnična cerkev Župnije Dob. Uvrščamo jo med najdragocenejše gotske objekte v Sloveniji.
V sedaj znanih zgodovinskih virih se cerkev sv. Lenarta prvič omenja 27. avgusta 1458, ko je cerkev posvetil škof Fortunat, generalni vikar - namestnik oglejskega patriarha Ludvika. Kaj se je dogajalo v naslednjih letih ni znano. 
Dobski župnik Lenart Sevdel je 23. septembra 1494 prosil oglejskega patriarha naj da dovoljenje za pobiranje miloščine za zidavo nove cerkve na Krtini, ker prejšnje cerkve torej ni bilo več.
Sedanja cerkev je bila sezidana že pred letom 1500 in takrat se že omenja vicarius ecclesiae sancti Leonardi de Scherenpuchel kot se je imenovala Krtina. Na portalu iz moravškega peščenjaka na severni strani so vidne začetnice F. K. P. V. in letnica 1640, ki spominja na večja obnovitvena dela. Gotska vrata so vgradili tudi v južni steni, bila pa so bolj široka kot sedanja; spodnji del gotskega portala do zgornjega roba temeljnega zidca je ohranjen.

## Zgradba in oprema
Cerkev je triladijska, razdeljena z dvema vrstama po pet stebrov, ki nosijo obokan strop ter delijo cerkev v tri enako visoke, enako dolge in enako široke ladje, kar je v Sloveniji edinstven primer. Cerkev je dolga 19,5 metra, široka 10, visoka pa 7,5 metra. Vse tri ladje so enako dolge, cerkev nima prezbiterija, le pri zadnjih dveh stebrih je vzhodni del ladje dvignjen za dve stopnici. Stebri so osmerokotni, spodaj okrogli, zgoraj brez kapitelov in preidejo v rebra. Obokan strop ima pravokotna in diagonalna rebra z žlebiči. Ob stenah se rebra opirajo na profilirane konzole. V oltarnem delu zaključujeta konzoli moška in ženska glava. Na sklepnikih so podobe svetnikov, zvezde in druge figure.
Leta 1748 so dozidali zakristijo in zato zazidali gotska okna na vzhodni strani. Okna v severni in južni steni so spremenili v pravokotna, baročna. Za glavnim oltarjem, ki so ga takrat odmaknili, da so prebili vhod v zakristijo, so našli freske.
Leta 1769 so zamenjali ostrešje. Streha je trikapna, na zahodni strani ima čop. Kritina iz skrilavca je bila leta 1995 v celoti zamenjana.
Leta 1886 so po navodilih umetnostnega zgodovinarja Janeza Flisa skušali cerkvi vrniti prvotni gotski videz. Baročna okna so spremenili v gotska, tri v južni in tri v severni steni. Istega leta je  cerkev dobila tudi nov tlak. Leta 1897 so vgradili dva kakovostna neogotska portala. Nad vrati je okroglo gotsko okno s krogovičjem.
Od oltarjev je najstarejši stranski oltar svete družine ob severni steni. Drugi oltarji, glavni in dva stranska ob vzhodni steni, so nastali v času regotizacije cerkve leta 1887 in so delo radovljiškega rezbarja Ivana Vurnika. Leto dni mlajše so klopi, najmlajše pa so prav tako neogotsko oblikovane orgle iz leta 1910. Od slik, ki visijo v cerkvi je najstarejša upodobitev binkošti, ki nosi letnico 1668 in visi na severni steni. Zanimiv je križev pot iz leta 1846 z napisi v bohoričici.
- cerkev je bila nekoč v obzidju
- zahodna fasada
- notranjost cerkve, pogled proti vzhodu
- notranjost cerkve, pogled proti zahodu
- del severne cerkvene ladje, pogled proti zahodu
- stranski oltar svete družine, začetek 18. stoletja in slika binkošti, 1668
- neogotski stranski oltar, 1887
- križev pot, napisi v bohoričici, 1846

Zvonik so postavili že v času gradnje tabora kot obrambni stolp in ga vključili v obzidje. Stoji ločeno od cerkve. Ima še gotske elemente, male in velike line. Ob obnovi leta 1924 so mu dodali novo streho in ga ob tem znižali za tri metre.
Zvonove v krtinskem zvoniku so večkrat menjavali. Štiri bronaste zvonove so med prvo svetovno vojno, sredi februarja 1917, pretopili v topove za potrebe avstrijske vojske. Nove bronaste zvonove so na Krtini dobili leta 1927, ko je navzočim spregovoril tudi državni poslanec Valentin Rožič. Na največjem od štirih sedanjih zvonov, okrašenim z reliefnimi okraski, v gotski pisavi piše: »Vam trem bom vsaki dan pel v pozdrav, nosite blagoslov iz višav.

## Freske
Ko so leta 1886 vzidali okna, so pod beležem opazili slike. Tako sta bili konec 19. stoletja odkriti freski poslednja sodba na južni ter rojstvo in prihod sv. treh kraljev na severni strani. Naslikane so bile po dograditvi nove cerkve med leti 1494 in 1500.
Značilnost krtinskih fresk je poudarjanje osrednje Kristusove vloge. Cikel se tako začenja na vrhu levega dela vzhodne stene z oznanjenjem, trenutkom Kristusovega učlovečenja. Vsebinsko se nadaljuje na severni steni z obiskovanjem, Jezusovim rojstvom ter pohodom in poklonom treh kraljev, ki vključujeta mnoge žanrske detajle (na poškodovanem delu freske pohoda se vidi tudi slikarjeva pripravljalna risba). Legenda se nadaljuje (na skrajni levi strani vzhodne stene) s prizorom dvanajstletnega Jezusa, ki s staršema zapušča tempelj  (torej motivom, ki poudarja Kristusovo mesijanstvo) in desno od njega (med stranskim in glavnim oltarjem, pod oznanjenjem) s križanjem (trenutkom Kristusovega žrtvovanja). Slediti  bi moralo vstajenje, ki pa ga v poslikavi ni; Menaše ima za verjetno, da je bil ta ključni prizor upodobljen na davno izginulem gotskem velikem oltarju, ki je bil s freskami vsebinsko tesno povezan. Zgodba o Kristusu-odrešeniku se tako v poslikavi zaključuje na vzhodnem robu severne stene s freskama tri Marije ob grobu in noli me tangere.
Kristus-sodnik je upodobljen med apostoli na južni steni v mandorli na vrhu freske poslednja sodba. Pod njim vidimo Marijo in Janeza Krstnika v vlogi priprošnjikov za mrtve, ki za njima vstajajo iz grobov. Na spodnjem delu freske sv. Peter pred nebesnimi vrati sprejema zveličane, na desni pa  peklensko brezno požira pogubljene.
Desno od poslednje sodbe je bila naslikana freska z vsebino človeških nadlog ali kužne slike, od katere pa je ohranjena le polovica Marijinega palija, ki ščiti cerkvene stanove. Na vzhodni steni najdemo med srednjim in desnim oltarjem tudi fresko sv. Lenarta z donatorjem (ki ga pa ne poznamo).
S freskami so bogato poslikani tudi oboki v vzhodnih dveh obočnih vrstah. Tu je slikar ob Kristusu-sodniku in angelih z arma Christi naslikal številne podobe svetnikov in svetnic ter prizore iz stare zaveze in rastlinsko okrasje.
- oznanjenje, na vzhodni steni med srednjim in levim oltarjem
- pohod svetih treh kraljev (v stenskem polju), Jezusovo rojstvo (v podločnem polju), ohranjeni del obiskovanja (desno, v sosednjem podločnem polju)
- noli me tangere, na severni steni povsem vzhodno
- poslednja sodba na južni steni
- sv. Lenart z donatorjem in Marija z otrokom, na vzhodni steni med srednjim in desnim oltarjem

Freske je tik pred letom 1500 naslikal Mojster Leonard, ki smo ga pred odkritjem njegovega podpisa na freski v cerkvi sv. Andreja v bližnjem Svetem Andreju poznali z začasnim imenom Mojster zaprtega vrta ali kot Mojster sv. Andreja na Dolah.
Freske na Krtini je v glavnem v letih 1974–1976 odkril in zavaroval akademski konservator Miha Pirnat iz Jarš s sodelavci. Obnova cerkve znotraj in zunaj je bila končana leta 1982.